# Desa Cimangeunteung
Desa Cimangeunteung är en administrativ by i Indonesien.   Den ligger i provinsen Banten, i den västra delen av landet, 60 km väster om huvudstaden Jakarta.